# Fatima Mohammadi
Fatima Mohammadi (3 de julio de 1986) es una velocista afgana. Representó a su país en el Campeonato Mundial de Osaka 2007 en la carrera de 100 metros.

## Biografía
Fue seleccionada en unos campeonatos nacionales para participar en el Campeonato Mundial de Osaka en 2007 y puesto que la Federación Internacional de Atletismo Amateur había ofrecido dos plazas a países donde los atletas conseguían marcas mínimas para clasificarse. Mohammadi y el velocista  Waleed Anwari que también corrió los 100 metros y terminó en 11.75.
Mohammadi representó a su país en el Campeonato Mundial de Osaka 2007 en la carrera de 100 metros. Corrió con un pañuelo en la cabeza y pantalones largos, fue última en su primer con un tiempo récord de 16:17. Cuando apenas había corrido 60 metros la rusa Yevgeniya Polyakova terminaba los 100 metros en 11.30. Mohammadi terminó con un tiempo de 16.17, su mejor marca personal y teniendo en cuenta el escaso entrenamiento que recibe en su país no estuvo mal.